# Johann Gottlob Ernst Burkhardt
Johann Gottlob Ernst Burkhardt (* 1812 in Dresden; † nach 1873) war ein deutscher Germanist und Autor von Unterrichtsschriften.

## Leben
1859 wurde Johann Gottlob Ernst Burkhardt Professor an der Königlich Sächsischen Artillerieschule zu Dresden. 1867 wechselte er an das Königlich Sächsische Kadettenhaus in Dresden. Im Jahre 1873 ging Burkhardt als Professor an die Königlich Sächsische Militär-Bildungsanstalt für Unteroffiziere nach Marienberg im Erzgebirge.

## Werke (Auswahl)
- Geschichte der deutschen Literatur. 1. Band: Poesie. Für Schulen und zum Selbstunterrichte. Klinkhardt, Leipzig 1865. 2. Aufl. 1870.
- Geschichte der deutschen Literatur. 2. Band: Prosa. Für Schulen und zum Selbstunterrichte. Klinkhardt, Leipzig 1866.
- Leitfaden für den Unterricht in der Literaturgeschichte. Für Schüler. Klinkhardt, Leipzig 1874.